# Lo spaccone
Lo spaccone (The Hustler) è un film del 1961 diretto da Robert Rossen, tratto dal romanzo omonimo di Walter Tevis e interpretato da Paul Newman, George C. Scott, Jackie Gleason e Piper Laurie.
Annoverato tra i film più belli della storia del cinema americano, narra della storia di Eddie Felson, soprannominato "Eddy Lo svelto" per la sua abilità nel concludere al biliardo. Felson, conscio della sua bravura, non smette di osare e punta sempre più in alto, comportandosi come uno "spaccone". Il film ha ricevuto numerosi premi, tra cui due Oscar, e nel 1997 è stato scelto per la conservazione nel National Film Registry della Biblioteca del Congresso degli Stati Uniti.

## Trama
Assistito da Charlie, suo socio e finanziatore, il giovane Eddie Felson scommette sulla propria abilità al biliardo. I due, dopo un giro della provincia per racimolare soldi, giungono in città per sfidare, nella famosa Sala Ames, "Minnesota Fats" uomo conosciuto nell'ambiente del pool con la fama di giocatore imbattibile. Dopo un giorno ininterrotto di partite Eddie sembra prevalere, ma lo scontro non è del tutto finito: il giovane, ubriaco e stanco, evidenzia le sue lacune caratteriali e perde in breve tempo tutti i soldi che aveva vinto, finché, rimasto al verde, non può proseguire la sfida contro "Minnesota Fats". Mentre il socio,  trattenuti dollari nascosti a Eddie, torna a casa, Eddie rimane in città col solo scopo di racimolare il denaro necessario per una nuova sfida.
Nel bar della stazione Eddie conosce una ragazza poliomielitica e alcolizzata, Sarah Packard, con cui trascorre la giornata fino a che lei lo accoglie in casa. Mentre la ragazza segue le lezioni all'università, Eddie, coi pochi soldi di Sarah, e mascherando la propria abilità, inganna degli ignari giocatori in sale malfamate e in bar di periferia. In un bar gioca a una partita a poker e conosce Bert Gordon, il finanziatore di "Minnesota Fats", che gli propone di lavorare per lui "a percentuale". Eddie, troppo orgoglioso per accettare di essere pagato poco, rifiuta seccamente e si mette a bazzicare salette di infimo ordine. Una sera, in un bar del porto, giocando per pochi dollari, la sua arroganza riemerge e batte sonoramente un delinquente sotto gli occhi degli amici, che per vendetta fratturano i pollici a Eddie, compromettendo temporaneamente la sua capacità di impugnare la stecca da biliardo.
Eddie torna malconcio da Sarah, ricominciando una stanca relazione. Una volta ristabilitosi, torna a bazzicare le sale da gioco, dove si imbatte nuovamente in Bert Gordon, che, tra le altre cose, controlla le scommesse al gioco in città; Gordon fa capire a Eddie che è stato su suo ordine che gli hanno spezzato i pollici, e che è meglio che lavori per lui: questa volta Eddie accetta. Gordon propone allora al giovane una serie di incontri organizzati, contro ricchi e avventurosi giocatori dello stato; coprirà i costi delle trasferte e delle scommesse in cambio di una percentuale iniqua sulle vincite.
I due partono per il Kentucky per il primo degli incontri previsti, con Sarah al seguito, ma la ragazza è mal vista da Gordon: Sarah e la sua voglia di normalità possono essere un ostacolo ai subdoli progetti del bookmaker, che mira a plasmare, sfruttare e abbandonare al suo destino Eddie. La prima partita si svolge nella lussuosa villa di un mecenate. Dopo un iniziale smarrimento per un tipo di gioco a lui non congeniale (carambola al posto dell'abituale pool continuo), Eddie riesce a vincere una somma enorme, ma perde Sarah, che (dopo aver ceduto alle lusinghe di Bert, mentre Eddie era impegnato nella partita) si suicida, tagliandosi le vene.
Prostrato dalla morte di Sarah, Eddie sfida nuovamente "Minnesota Fats" e Bert. Una partita unica, giocata contro se stesso e contro ciò che Gordon rappresenta, ricordando con le parole, durante ogni colpo, la storia passata, la tragedia di Sarah e come abbia imparato la lezione della vita. Al contrario di quanto successo durante la prima partita, Eddie gioca, oltre che con l'abilità innata, con determinazione e cuore tale da costringere l'avversario "Minnesota Fats", imbattuto da oltre vent'anni, ad inchinarsi.
Sconfitto l'avversario Eddie è pronto a riscuotere la vincita, ma Gordon esige una percentuale sul guadagno, e Eddie gli nega decisamente quanto egli spudoratamente pretende. Conscio di non avere più nessun ascendente su Eddie, Gordon lo lascia andare, intimandogli di non far più ritorno da quelle parti. Ma presumibilmente per Eddie la vita è definitivamente cambiata.

## Cast
- Nel film appare Jake LaMotta, l'ex campione dei pesi medi di pugilato, che interpreta il personaggio del barista.[4]
- Al film collaborò Willie Mosconi (campione di biliardo all'epoca del film) nel compito di istruttore di biliardo e consulente tecnico per la realizzazione delle scene di gioco. Mosconi fece un breve cameo anche nel film, interpretando il personaggio che tiene la posta di gioco nella prima partita.[4]
- Per interpretare la parte di Eddie Felson inizialmente si era pensato a Frank Sinatra.[5]
- Paul Newman imparò a giocare a biliardo prima delle riprese del film, mentre Jackie Gleason era già un discreto giocatore.[5]

## Sequel
Nel 1986 ritroviamo un attempato Eddie Felson, interpretato nuovamente da Paul Newman, accanto ad una giovane promessa: l'anziano giocatore incontra infatti il rampante Vincent Lauria (interpretato da Tom Cruise) nel film di Martin Scorsese Il colore dei soldi.

## Riconoscimenti
- 1962 - Premio Oscar
  - Miglior fotografia a Eugen Schüfftan
  - Miglior scenografia a Harry Horner e Gene Callahan
  - Candidatura Miglior film a Robert Rossen
  - Candidatura Migliore regia a Robert Rossen
  - Candidatura Miglior attore protagonista a Paul Newman
  - Candidatura Miglior attrice protagonista a Piper Laurie
  - Candidatura Miglior attore non protagonista a Jackie Gleason
  - Candidatura Miglior attore non protagonista a George C. Scott
  - Candidatura Miglior sceneggiatura non originale a Sidney Carroll e Robert Rossen
- 1962 - Golden Globe
  - Candidatura Miglior attore in un film drammatico a Paul Newman
  - Candidatura Miglior attore non protagonista a Jackie Gleason
  - Candidatura Miglior attore non protagonista a George C. Scott

- 1962 - Premio BAFTA
  - Miglior film
  - Miglior attore straniero a Paul Newman
  - Candidatura Miglior attrice straniera a Piper Laurie
- 1961 - National Board of Review Award
  - Migliori dieci film
  - Miglior attore non protagonista a Jackie Gleason
- 1961 - New York Film Critics Circle Award
  - Migliore regia a Robert Rossen